# Herman Petignat
 (novembre 2015).
- Si vous ne connaissez pas le sujet, laissez ce bandeau (vous pouvez alors contacter les auteurs).
- Si vous supprimez le contenu mis en cause (vous pouvez préalablement contacter les auteurs),

argumentez précisément cette suppression dans la page de discussion
(un manque de référence n'est pas un argument ; une recherche réelle de référence doit avoir été effectuée, être formellement documentée).
 (novembre 2015).
Si vous disposez d'ouvrages ou d'articles de référence ou si vous connaissez des sites web de qualité traitant du thème abordé ici, merci de compléter l'article en donnant les références utiles à sa vérifiabilité et en les liant à la section « Notes et références ».
Herman Germain Petignat, né à Porrentruy, alors canton de Berne (Suisse) le 2 mai 1923 et mort le 4 mars 2000  à Tuléar (Madagascar) est un botaniste suisse. Il a fondé l'arboretum d'Antsokay.

## Biographie
Herman Petignat arrive pour la première fois à Madagascar en 1952 en tant que missionnaire de l’Église catholique et affecté à Marolambo à l'est de Madagascar. En 1958, il est expulsé de Madagascar et rentre en Europe, part à Lille pour entrer à l'école de journalisme. Il retourne à Madagascar en 1961 après l’indépendance du pays et obtient la citoyenneté malgache. Il devient membre du PSD (Parti social démocrate) aux côtés d'André Resampa, ministre de l'intérieur de l’administration de Philibert Tsiranana et secrétaire général du PSD. Il prend la direction de l'imprimerie nationale FBM (Fanotam-boky Malagasy).
Il part à Tuléar dans le sud-ouest en 1972 et travaille dans une exploitation forestière à Sakaraha mais abandonne très vite pour travailler à son propre compte et installe une ferme à Tuléar. En 1980, il déplace la ferme en dehors de la ville et trouve un terrain près du village d'Antsokay. Au même endroit et au moment même  où de nombreuses plantes poussent, il a l'idée de créer une collection privée de plantes endémiques du sud-ouest de Madagascar. Il crée un réseau d'amis botanistes dont le professeur Werner Rauh de l'Université de Heidelberg, ensemble ils décrivent de nombreuses espèces de plantes succulentes. Vers les années 1990, la collection de plantes est incluse dans un jardin botanique ouvert au public et nommé Arboretum d'Antsokay.
En 1996, il est engagé comme consultant par le Fonds mondial pour la nature Madagascar pour les travaux d'inventaires botaniques en vue de la mise en place d'aires protégées. Parallèlement, il est accusé à tort de vols d'ossements humains dans ses sites d'inventaires. Il est emprisonné dans la prison centrale de Tuléar et libéré quelques jours plus tard en obtenant la liberté provisoire.

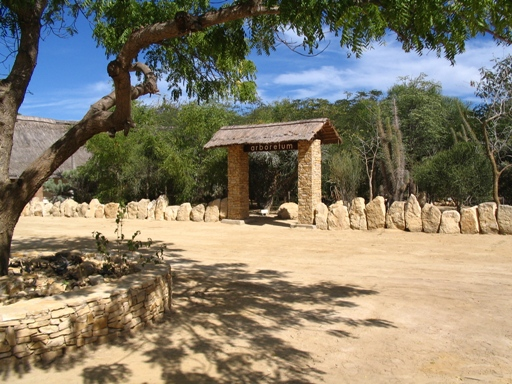
Entrée de l'arboretum d'Antsokay.

## Espèces décrites
- Euphorbia spinicapsula Rauh & Petignat,
- Euphorbia kamponii Rauh & Petignat,
- Euphorbia suzannae-marnierae Rauh & Petignat
- Aloe ruffingiana Rauh & Petignat

## Nommé en hommage
- Ceropegia petignatii
- Cynanchum petignatii

## Œuvres
- Jean-Michel Lebigre et Hermann Petignat, Répertoire des plantes du Sud-Ouest de Madagascar, Talence, coll. « Feuillets DyMSET » (no 1), mars 1997, 38 p.